# Marquesat de Monistrol d'Anoia
El marquesat de Monistrol d'Anoia és un títol nobiliari creat el 4 de juliol de 1796 pel rei Carles IV a favor de Francesc de Paula de Dusai i de Marí, senyor de Monistrol d'Anoia.

## Marquesos de Monistrol d'Anoia
|                       | Titular                                          | Període               |
| Creació per Carles IV | Creació per Carles IV                            | Creació per Carles IV |
| --------------------- | ------------------------------------------------ | --------------------- |
| I                     | Francesc de Paula de Dusai i de Marí             | 1796-1824             |
| II                    | Francesca de Dusai i de Fivaller                 | 1850-1854             |
| III                   | Josep Maria Escrivà de Romaní i Dusai            | 1856-1890             |
| IV                    | Joaquim Escrivà de Romaní i Fernández de Córdoba | 1891-1897             |
| V                     | Lluís Bertran Escrivà de Romaní i Sentmenat      | 1898-1977             |
| VI                    | Ildefons o Alfons Escrivà de Romaní i Patiño     | 1978-1982             |
| VII                   | Alfons Escrivà de Romaní i Mora                  | 1982-actual titular   |

El primer marquès va ser Francesc de Paula de Dusai i de Marí, fill de Francesc Fèlix de Dusai i de Fivaller. Va casar amb Montserrat de Fivaller i Rubi, filla dels senyors de Margalef i Almenara Alta.
El marquesat va passar a (María) Francesca Dusai i Fivaller, Marí i Rubi (24-1-1793, 3-2-1850), segona marquesa de Monistrol d'Anoia (carta 20-2-1856), marquesa de Sant Dionís, que es va casar amb Joaquim d'Escrivà de Romaní i Taverner, Camprodon i González de La Cámara, baró de Beniparrell. La línia de descendència masculina es va estroncar i el títol i els béns es van fusionar amb els de la família valenciana dels Escrivà de Romaní, que encara ostenten el marquesat.
El tercer marquès va ser Josep Maria Escrivà de Romaní i Dusai, 14. baró de Beniparrell i Prullens, 1. marquès de Sant Dionís, senador del Regne vitalici, gran creu i collar de l'Orde de Carles III, cabrestant de la Reial Maestranza de València, regidor i tinent d'alcalde de Barcelona, acadèmic de Sant Ferran, president de la Comissió permanent de l'Institut Agrícola Català de Sant Isidre (20-6-1825). L'any 1855 va ordenar l'enderrocament de l'antiga Casa Dusai al carrer del Regomir de Barcelona, i l'encàrrec a Josep Fontseré de la construcció d'un nou edifici.
El quart, Joaquim Escrivà de Romaní i Fernández de Córdoba (Madrid, 2-6-1858, Sant Feliu de Llobregat 14-9-1897), VIImarquès de Aguilar d'Ebre, VII marquès d'Espinardo, marqués de Sant Dionis, XV baró de Beniparrell, diputat, gentilhome de cambra; casat amb María del Pilar de Sentmenat i Patiño, Osorio i Queralt, I comtessa d'Alcubierre, Gran d'Espanya.
El cinquè, Lluís Bertran Escrivà de Romaní i Sentmenat (Barcelona 4-12-1888, Madrid 9-9-1977), XVI comte de Sàstago, IV comte de Glimes de Brabante, VII marquès d'Aguilar d'Ebre, VIII marquès de Peñalba, XVI baró de Beniparrell, 2 vegades Gran d'Espanya;
casat amb Josepa Patiño i Fernández-Durán
Sisè: Ildefons (Alfons) Escrivà de Romaní i Patiño, X marquès d'Aguilar d'Ebre, XVII comte de Sàstago, Gran d'Espanya;
casat amb Maria de les Neus de Móra i Aragó.
L'actual titular és Alfons Escrivà de Romaní i Mora, XVIII comte de Sàstago, setè marquès de Monistrol d'Anoia, baró de Beniparrell.